# Odročení
Odročení (starším názvem také odrok) soudního jednání neboli soudního roku je procesní úkon soudu, ke kterému soud přistupuje tehdy, není-li možné věc projednat a rozhodnout při jediném jednání (což by mělo být teoreticky pravidlem). Odročení je možné tehdy, pokud je třeba provést nové důkazy nebo se objeví jiná překážka, pro kterou nelze v jednání pokračovat. Odročit lze jednání také jen za účelem vyhlášení rozsudku. Jednání se odročuje zásadně na určitý den, na neurčito jen tehdy, nelze-li jej dopředu stanovit.
Odročení je třeba odlišit od výjimečného přerušení jednání, jež přichází v úvahu jen při náhlé indispozici na straně soudu nebo některého z účastníků (například zdravotní indispozici) a jednání nelze dokončit, a přitom nejsou dány důvody pro odročení jednání. Jde však jen o přerušení konkrétního jednání, nikoli celého řízení (§ 109–111 občanského soudního řádu).
V civilním procesu musí být účastníci k odročenému jednání podle § 119 odst. 2 občanského soudního řádu předvoláni nejméně pět dnů předem, a pokud jde jen o vyhlášení rozsudku, je možné jednání odročit podle § 156 odst. 2 občanského soudního řádu na dobu maximálně deseti dní. V trestním řízení doba odročení kvůli vyhlášení rozsudku činí podle § 128 odst. 3 trestního řádu nejvýše tři dny.